# Saint-Lormel
Saint-Lormel (bret. Sant-Loheñvel) – miejscowość i gmina we Francji, w regionie Bretania, w departamencie Côtes-d’Armor.
Według danych na rok 1990 gminę zamieszkiwało 787 osób, a gęstość zaludnienia wynosiła 81 osób/km² (wśród 1269 gmin Bretanii Saint-Lormel plasuje się na 673. miejscu pod względem liczby ludności, natomiast pod względem powierzchni na miejscu 847.).